# World of Warcraft: Shadowlands
World of Warcraft: Shadowlands es la octava expansión del videojuego de rol multijugador masivo en línea (MMORPG) World of Warcraft, siguiendo a los acontecimientos de World of Warcraft: Battle for Azeroth. Fue anunciada el 1 de noviembre de 2019 en la BlizzCon. Su lanzamiento se ha retrasado del 27 de octubre de 2020 al 23 de noviembre de 2020.
Los acontecimientos de Shadowlands tienen lugar en las Tierras Sombrías, donde son llevadas las almas de los muertos. Se afirma que se introducirá un nuevo sistema de desarrollo para los personajes en la expansión, el nivel máximo se reducirá del 120 al 50, por lo que la expansión transcurrirá entre los niveles 50 y 60. Los representantes de todas las razas tendrán una clase de caballero de la muerte disponible, y al comienzo de la expansión se agregarán 5 nuevas zonas ubicadas en las Tierras Sombrías del mundo del videojuego.

## Sinopsis
El equilibrio en Azeroth se ha roto, las fuerzas del bien y del mal han entrado en caos, y la tierra de los muertos es el punto central. Varios de los líderes carismáticos de ambas facciones han sido raptados por criaturas aladas nunca antes vistas. Sylvanas Brisaveloz confrontó al actual Rey Exánime y al derrotarlo destrozó el Yelmo de Dominación. En el mundo de los muertos, nos reencontraremos con antiguos personajes icónicos como el Príncipe Kael'thas Caminante del Sol y Uther el Iluminado. La existencia misma esta en peligro y solo pocos héroes pueden restaurar el orden y el ciclo de la vida y la muerte, pero solo se podrá lograr en el lugar más peligrosos para los vivos, las Tierras Sombrías, la última morada de todas las leyendas.

### Argumento
Sylvanas Brisaveloz, la exjefa de guerra de la Horda, destruyó el velo que separaba a Azeroth del reino de los muertos, desencadenando así una serie de eventos que podrían alterar el equilibrio cósmico entre las fuerzas de la vida y la muerte. Los héroes de Azeroth se enfrentarán a los horrores de las fauces, un Infierno para aquellos mortales que causaron mucho dolor, tratando de evitar las consecuencias de las acciones de Sylvanas.
En la otra vida de las Tierras Sombrías, las almas de los muertos son juzgadas y transportadas a diferentes reinos, de acuerdo a su virtud y acciones, pero ahora todas las almas son arrastradas directamente a las fauces. Tratando de restaurar el ciclo de la vida y la muerte y descubrir lo que Sylvanas pretendía, es necesario formar una alianza con los pactos que gobiernan los diferentes reinos en las Tierras Sombrías.
Los persistentes Kyrian de Bastión son ángeles disciplinados que consideran sagrado su deber, el llevar las almas de los mortales a las Tierras Sombrías y sean juzgados por La Arbitra en Oribos. La misteriosa fauna de Ardenweald, que protege fervientemente los espíritus de la naturaleza que son parte del ciclo de la reencarnación de la vida salvaje. Los astutos del Revendreth, que extraen la energía de las almas de los orgullosos y arrogantes y corregir su conducta a través de un tormento y dolor desesperante. Los necroseñores son las fuerzas militares de Maldraxxus que reúnen ejércitos de muertos vivientes para defender las Tierras Sombrías y honrar a aquellos que buscan ganar honor y poder en la batalla.
Al explorar las Tierras sombrías, los jugadores también se encontrarán con leyendas de la historia del universo de Warcraft que han muerto hace mucho tiempo, como Uther el iluminado, que fue corrompido debido a su deseo de justicia contra su malvado alumno, Arthas, por una particular kyrian que lo lleva al camino de la venganza. Kael'thas, que está encarcelado en Revendreth por sus crímenes cometidos durante su vida y quiere vengarse de su viejo enemigo.

### El más Allá
Blizzard Entertainment publicó 4 cortos animados para introducir de forma narrativa a los diferentes reinos de las Tierras Sombrías con ciertos personajes icónicos de la saga Warcraft. Tales como Draka, madre de Thrall y miembro del Clan Lobo Gélido, quien será una poderosa baronesa de Maldraxxus. Uther "El Iluminado", el paladín tutor del príncipe Arthas, quien se unirá a los ascendidos de Bastion. Además, una breve referencia, con un grito de dolor, a Garrosh, Exjefe de Guerra de la horda, en Revendreth. Por otra parta, al igual que el anterior, de manera distinta, Ursoc, un dios salvaje que fue corrompido, este continuará el ciclo del renacimiento en Anderweald. Finalmente, presenta a algunos de los principales personajes y gobernadores de cada reino de las Tierras Sombrías; como La Reina del Invierno, Denathrius y La Arconte.

## Jugabilidad
Los desarrolladores continuaron expandiendo el proceso de crear a un nuevo personaje y elegir varias opciones para su diseño externo. Para los personajes del juego, se elige, en particular, un tatuaje individual y un color de piel, y para los personajes se podrá elegir una de las razas: caucásica o negra. Los desarrolladores continúan trabajando en un estilo de combate único para cada especialización. Además, facilitaron el desbloqueo de las razas aliadas.

### Sistema de nivel actualizado
Shadowlands proporciona la "compresión de niveles" (También llamada re-nivelación) que es la transición a una nueva escala de niveles de desarrollo del personaje para el personaje recién creado y para personajes de juegos ya existentes. Desde el lanzamiento de World of Warcraft en 2004, cada adición sucesiva ha elevado el nivel máximo de un personaje en el juego en 10 unidades. A partir del 2019, el nivel máximo para los personajes llegó hasta el 120, mientras que el aumento de las características fue pequeño y casi imperceptible. En Shadowlands, cada uno de los nuevos 60 niveles debería dar una nueva habilidad y efectos pasivos que mejoran estas.
Con la re-nivelación, los personajes del nivel 120 se reducirán al nivel 50 y podrán alcanzar un nivel máximo de 60 en las nuevas zonas de las Tierras Sombrías; Estas áreas estarán disponibles solo para personajes de nivel 50 y superior. Al mismo tiempo, el sistema de progresión al nivel 50 se modificará completamente: los personajes podrán elegir en donde comenzar su aventura inicial hasta el nivel, la nueva Isla del Exilio, que es un tutorial para jugadores nuevos, o las zonas clásicas, después podrán elegir en que expansión realizar su travesía hasta el nivel 50 hablando con una dragona con aspecto de gnoma, Cromi.

### Mazmorras y bandas
Para Shadowlands se anunció nuevas mazmorras y bandas. Inicialmente habrá un total 8 mazmorras nuevas que serán realizables como piedra mítica angular. En la actualización de contenido 9.1, Cadenas de Dominación, se añadió una mega-mazmorra, Tazavesh, el Mercado Velado, que consta de 8 jefes y tres dificultades: Heroico, Mítico y Modo Difícil. En la última actualización de contenido 9.2, El Fin de la Eternidad, Tazavesh será dividido en 2 mazmorras para que cada una sea realizable en modo piedra mítica angular.
Esta expansión se agrega un contenido especial, Torghast, La Torre de los Condenados. Es una mazmorra estilo roguelike en constante cambio con una cantidad establecida de alas y pisos que determinan la dificultad de estas. Pueden ser realizas en solitario o en un grupo. Cada piso es diferente y las alas presentan una temática para sus pisos.
En la historia, los jugadores deben luchar contra las fuerzas del Carcelero, el tirano de Torghast y las Fauces, después de derrotarlos. Adentro ganaran una moneda especial para comprar poderes solo usables y obtenibles en Torghast de manera temporal, además, de obtenerlos con esferas que los otorgan igualmente con mínimo dos opciones. Asimismo, liberaran almas que fueron encerradas injustamente en este lugar y al final, el quinto piso del ala, enfrentaran un poderoso jefe con habilidades especiales que al derrotar te otorgará la moneda para forjar tus objetos legendarios.
"Antes, el Carcelero solo confinaba a las almas más peligrosas del cosmos en su prisión eterna. Ahora, algunos de los mayores héroes de Azeroth están atrapados allí, y deberás liberarlos de la torre del Carcelero antes de que haga desaparecer sus almas."

### Curias
Las tierras sombrías están gobernadas por 4 curias (zonas) que se alimentan del poder de las almas que llegan, llamada ánima. Como resultado de las acciones llevadas a cabo en Azeroth, todas las almas inmediatamente comienzan a caer justo en el centro de las Tierras sombrías, como resultado de lo cual las curias comienzan a perder fuerza. De acuerdo con el plan de los desarrolladores, los jugadores deben elegir a favor de uno de las cuatro curias, que en el futuro determinará la historia de un personaje en particular y restaurará la antigua grandeza de la curia elegida.
Dado que las curias están llenas de personajes muertos hace mucho tiempo, algunos personajes ya fallecidos están en ellos: en Bastión está Uther el Iluminado. En Maldraxxus esta Draka, en vida fue miembro del Clan Lobo Gélido. En Ardenweald está Ysera, la dragona aspecto del vuelo verde. En Revendreth se encuentra el Príncipe Kael'thas Caminante del sol.

### Objetos legendarios
Para Shadowlands se anunció la incorporación de elementos legendarios, similares a los que estaban en Legión. No serán recompensas aleatorias: pueden crearse participando en contenidos en solitario o grupal asociado con la Torre de los Malditos.
En Torghast está la Forja de Dominación y un enigmático gigante llamado el Tallarunas, el cual imbuirá unas runas que contienen un poder legendario, el cual tu elegirás, en un ítem predeterminado. El fue quien forjó la Agonía de escarcha, la espada del Príncipe caído Arthas, y el Yelmo de Dominación, el casco que usa el Rey Exánime para controlar a la plaga de muertos vivientes.

## Desarrollo
El paquete de expansión Shadowlands se anunció el 1 de noviembre de 2019 en la BlizzCon. La fecha límite para la adición es el 31 de diciembre de 2020. Con el pedido anticipado, los jugadores obtendrán acceso a la clase de caballero de la muerte para razas aliadas y pandaren hasta la expansión en sí (pero no antes de la actualización 8.3 de Visions of N'Zoth).

## Lanzamiento
World of Warcraft: Shadowlands se anunció para un lanzamiento el 23-24 de noviembre del año 2020.
Debido al coronavirus, el lanzamiento se ha aplazado a noviembre de 2020, a penas 3 semanas de su fecha de lanzamiento. 

### Ventas
La empresa Blizzard anuncio una proyección de ventas para la expansión de 2.5 millones de unidades en su primer día de lanzamiento, contando todos los elementos de acceso anticipado.

## Prohibición parcial del Boosting
Debido al crecimiento considerable de organizaciones que se dedicaban a la venta de servicios de Boosting a través de la principal moneda del juego; tales como completar una mazmorra mythic plus a tiempo, nivelación acelerada (Power Leveling) o incremento del puntaje en los modos de juego de jugador contra jugador puntuado.
Blizzard Entertainment anunció que las organizaciones de Boosting no puede continuar ofreciendo sus servicios. Sin embargo, se menciona que los jugadores y hermandades pueden ofrecer estos servicios. Es decir, esto va dirigido a las organizaciones que ofrecen sus servicios a través de todos los reinos.

## Interfacciones
En la última actualización de contenido, el 9.2.5, implementará una función nueva, la cual permite crear grupos para estancias entre facciones, es decir, la Alianza y la Horda podrán realizar contenido PvE con ciertas limitaciones. Por medio de la herramienta de Buscador de Grupos podrán unirse a un grupo miembros de ambas facciones, sin embargo, el líder del grupo puede limitar las postulaciones a solo miembros de su facción. Asimismo, el comercio no se encuentra limitado, es decir, puede intercambiar los objetos encontrados en estas estancias, además, pueden completar logros en conjunto.
Dicho anteriormente, una de las limitaciones es que las hermandades siguen siendo exclusivas por facción. Además, ciertas estancias no pueden realizarse en grupos interfacciones, las cuales son: 
- Prueba del Campeón

- Prueba del Cruzado
- La Cámara de Archavon
- Ciudadela de la Corona de Hielo
- Bastión de Baradin
- Asedio de Boralus
- Batalla de Dazar'alor
- Ciudadela Mazoscuro (calabozo de Isla del Exilio)

Otra limitación es que el contenido de Mundo Abierto no puede realizarse en conjunto, ya que se verán como enemigos, a pesar de estar en un mismo grupo, aun así, puede comunicarse por chat.